# Casats
Casats (en francès Cazats) és un municipi francès situat al departament de la Gironda i a la regió de la Nova Aquitània.

## Demografia
| 1793                                       | 1831 | 1901 | 1962 | 1968 | 1975 | 1982 | 1990 | 1999 | 2007 | 2012 |
| ------------------------------------------ | ---- | ---- | ---- | ---- | ---- | ---- | ---- | ---- | ---- | ---- |
| 397                                        | 442  | 319  | 211  | 225  | 197  | 213  | 211  | 224  | 314  | 315  |
| Des de 1962: població sense dobles comptes |      |      |      |      |      |      |      |      |      |      |

## Administració
| Període   | Identitat        | Partit |
| --------- | ---------------- | ------ |
| 2001-2009 | Guy Vial         |        |
| 2009-2014 | Stéphane Gougeon |        |
| 2014-     | Valérie Gevaert  |        |